# Nana Ičiseová
Nana Ičiseová (japonsky 市瀬 菜々, * 4. srpna 1997 Tokušima) je japonská fotbalistka.

## Reprezentační kariéra
Za japonskou reprezentaci v letech 2017 až 2019 odehrála 19 reprezentačních utkání. Byla členkou japonské reprezentace i na Mistrovství světa ve fotbale žen 2019.

## Statistiky
| Japonsko | Japonsko | Japonsko |
| Roky     | Záp.     | Góly     |
| -------- | -------- | -------- |
| 2017     | 6        | 0        |
| 2018     | 9        | 0        |
| 2019     | 4        | 0        |
| Celkem   | 19       | 0        |

## Úspěchy

### Reprezentační
- Mistrovství Asie:  2018
- Mistrovství světa do 20 let:  2016
- Mistrovství světa do 17 let:  2014